# قرينة القحولة

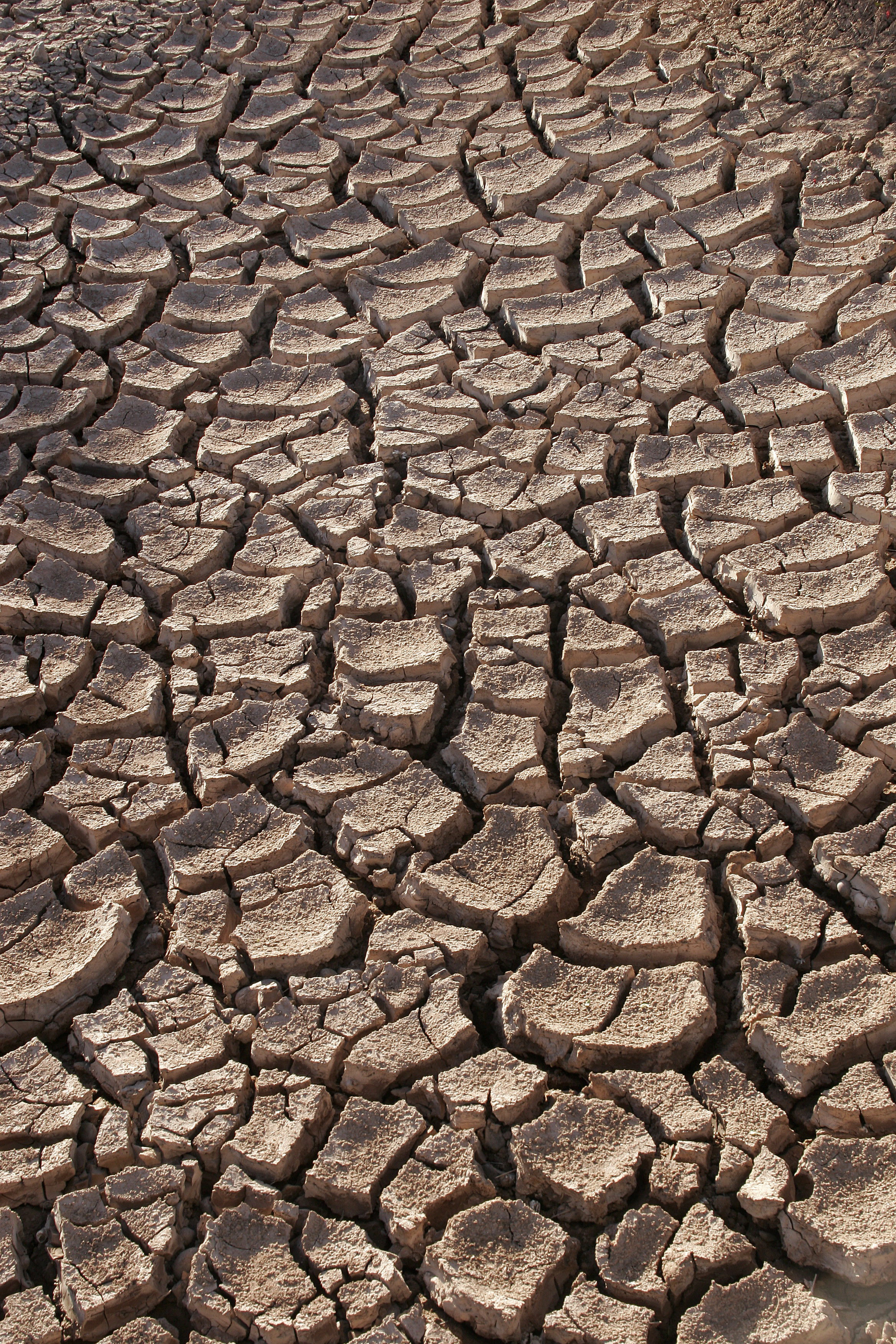

قرينة القحولة أو قرينة الجفاف (بالإنجليزية: Aridity index)‏ هي مؤشر عددي يدل على درجة جفاف المناخ وقحولة الأرض- أي جدبها- ويعتمد في حسابها على أهم العناصرالمناخية وهي: الحرارة-الأمطار، وقد وضع بعض العلماء علاقات لحساب قرينة القحولة نذكر منهم ديمارتون(E. Demartonne), الذي وضع العلاقة التالية لحساب قرينة القحولة:
ق=م/(ح+10).
حيث
ق= قرينة القحولة السنوية
م= كمية الأمطار السنوية(مم)
ح= متوسط درجة الحرارة السنوية(سيلزيوس)
10= معامل ثابت
ويكون المناخ جافاً حسب ديمارتون، إذا كانت قرينة القحولة أقل من 5, وشبه جاف إذا كانت قرينة القحولة بين 5-10, وشبه رطب بين 10-20, ورطباً بين 20-30, ورطباً جداً إذا كانت القرينة فوق 30.